# رئيس أباد (تيرجرد)
رئيس أباد (بالفارسية: رییس‌آباد) هي قرية تقع في إيران في قسم تيرجرد الريفي. يقدر عدد سكانها بـ 481 نسمة .